# 月待哀愁歌
『月待哀愁歌〜村下孝蔵最高選曲集 其の弐』（つきまちあいしゅうか むらしたこうぞうさいこうせんきょくしゅう そのに）は、2005年9月21日に発売された村下孝蔵の7回忌特別企画ライブ・アルバム。

## 概要
『七夕夜想曲〜村下孝蔵最高選曲集 其の壱』に続く本作はCD+DVDの2枚組仕様。
Disc.1は1995年から1998年に開催されたライブ音源のCD、Disc.2は1981年発売のシングル『春雨』発売時に行われた草月ホールでのライブ映像と、1984年発売のシングル『夢のつづき』のMVが収録されたDVDから構成されている。

## 収録曲
- 全作詞・作曲：村下孝蔵

### Disc.1 CD
1. 午前零時
2. 松山行きフェリー
3. 教訓
4. 冬物語
5. 明日あればこそ
6. モ・ザ・イ・ク
7. 花れん
8. だめですか?
9. たなばた
10. 同窓会
11. 野菊よ
12. 幸せの時間
13. 踊り子
14. 女優
15. 読み人知らず
16. 初恋
17. 歌人

### Disc.2 DVD
1. 何故か
2. 酔いしれて
3. 春雨
4. 夢のつづき MV